# Skyclad
Skyclad é uma banda de heavy metal britânica com fortes influências folclóricas em sua canção. Eles são considerados um dos inventores do folk metal; a outra grande influência do gênero é a banda Bathory. O significado do nome vem de um ritual de nudez (vestidos pelo céu do inglês clad e sky) praticado na religião neopagã Wicca, como um sinal de igualdade.

## Biografia
A banda foi fundada em 1990 pelo ex-vocalista da banda Sabbat, Martin Walkyier e pelo ex-guitarrista da banda Satan/Pariah, Steve Ramsey, após Walkyier deixar a banda devido a uma discussão com o guitarrista Andy Sneap com relação às letras de suas canções. A intenção dos dois era a de formar a 'definitiva banda de metal pagã' (as idéias iniciais da banda incluíam extravagâncias como o uso de trajes tradicionais de Robin Hood, porém, isso foi logo deixado de lado). Juntaram-se ao grupo os ex-integrantes da Pariah, o baixista Graeme English e o baterista Keith Baxter, eles firmaram um contrato com a gravadora alemã Noise International onde gravaram e lançaram o álbum Wayward Sons of Mother Earth em 1991.

Depois de uma excursão com a banda Overkill juntou-se ao grupo Fritha Jenkins no violino e teclado e um segundo guitarrista, Dave Pugh, possibilitando apresentar no seu segundo álbum, A Burnt Offering for the Bone Idol, em 1992, um som mais com base folclórica. Os primeiros anos do grupo foram muito produtivos, com o lançamento de outro álbum (Jonah's Ark) em 1993 e Prince of the Poverty Line, um ano depois, em 1994 com Cath Howell substituindo Jenkins. Ela por sua vez, foi substituída por Georgina Biddle no álbum The Silent Whales of Lunar Sea de 1995, após o qual Baxter e Pugh deixaram o grupo. Sem condição de seguirem em excursão, o grupo gravou e lançou Irrational Anthems e Oui Avant-Garde a Chance no espaço de um ano, os dois álbuns com bateristas de estúdio. The Answer Machine? foi lançado em 1997 com a banda ainda sem um baterista permanente, mas o baterista Jay Graham e o guitarrista Kevin "Riddler the Fiddler" Ridley (que havia sido anteriormente o produtor da banda) assinaram com a banda em 1998, a tempo de gravarem Vintage Whine para um lançamento em 1999.
Essa mesma formação permaneceu estável até a gravação de Folkémon, em 2000, mas Walkyier, o fundador do grupo, deixou a banda em 2001, alegando várias razões, tais como dificuldades financeiras ou a má vontade da banda em excursionar pela América do Sul devido a preocupação com a segurança acabou sendo a gota final, apesar de outros integrantes da banda terem comentado que a sua personalidade um pouco amarga tenha contribuído como um dos maiores fatores para a instabilidade da formação do grupo. Para muitos fãs, as letras das canções de Walkyier e o seu estilo eram uma das atrações centrais da banda e houve uma preocupação que a sua saída ocasionasse o fim da banda. Depois da substituição do baterista Jay Graham (que deixou o grupo logo após a saída de Walkyier) e a ida de Kevin Ridley para os vocais, o grupo tratou de espantar esses temores com o lançamento do álbum No Daylights... Nor Heel Taps em 2000, com a gravação no estúdio de "Irish Pub versions" dos clássicos do Skyclad para a nova formação, continuando com o single, "Swords of a Thousand Men" de 2001. A faixa título do single, uma regravação (originalmente gravada pela banda Tenpole Tudor), também apareceu em Folkémon como uma faixa bônus, embora em versão diferente. A single apresentava a gravação de duas faixas, uma delas com Ridley no vocal e outra com Ridley dividindo o microfone com o vocalista do Tenpole Tudor, Edward Tudor-Pole. O lançamento do single/álbum foi acompanhado pela excursão 'The Same...But Different', a maior que o Skyclad tinha empreendido em muitos anos. Também em 2001 a banda lançou Another Fine Mess, com a apresentação ao vivo das gravações de 1995 e o conteúdo do EP Outrageous Fourtunes.
O A Semblance of Normality, de 2004, marca o primeiro novo material da banda após a saída de Walkyier (tinha havido alguns desentendimentos entre Walkyier e outros integrantes da banda sobre direitos autorais e royalties de suas letras de canção, bem como o lançamento de faixas produzidas por ele), mantém muito a qualidade dos lançamentos anteriores, com as letras de Ridley que fazem um esforço óbvio para seguir temas semelhantes e estilos de Walkyier, porém, mantendo uma identidade individual. O álbum provavelmente foi o mais amplamente recebido de suas realizações, possivelmente devido a uma melhor distribuição, a propaganda boca-a-boca e ter recebido muita aclamação da crítica, especialmente nos países de língua inglesa, onde, ironicamente (dado o uso de inventivos jogos de palavras em seus títulos e letras de canções, com o objetivo de atingir os nativos do idioma inglês), a banda é quase que desconhecida. Porém, na América do Sul e na Europa continental eles tem sido extremamente populares por muitos anos, especialmente na Alemanha e Grécia.
Em 2006, o Skyclad lançou um EP, de nome Jig-a-Jig, autoproduzido pela banda. Pouco depois, um novo álbum foi gravado e  lançado - tal como estava inicialmente planejado - em 2006. Em 2009, a banda lançou o álbum In The... All Togheter, contendo 10 composições ao longo de cerca de 40 minutos. A capa desta trabalho apresentava a gravura de um esqueleto do pássaro pré-histórico Archaeopteryx lithographica. Em 2016, a banda lançou um álbum duplo, de nome A Bellyful of Emptiness - The Very Best of the Noise Years 1991 - 1995. Como o próprio nome do trabalho indicava, se tratava de uma coletânea incluindo músicas de um período específico da trajetória do Skyclad. Em 2017, o Skyclad lançou mais um álbum completo, este com o nome Forward into the Past, trabalho este contendo 13 composições. Logo a seguir, a banda criou um videoclipe para a música "Words Fail Me".

## Os temas das letras de canções
Skyclad pode muito bem ser descrita como uma banda de protesto. As letras de suas canções tratam de uma grande variedade de temas ligados ao mundo real (como também assuntos mais pessoais, porém com mais freqüência nas letras de Walkyier) inclusive pobreza, drogas, ambientalismo, política, decadência urbana, paganismo, sociedade e comercialismo. As polêmicas da banda são geralmente baseadas em experiências reais. Em uma entrevista, Walkyier recordou em tempo no início da banda onde seu medidor de energia elétrica alcançou 19 pence e ele foi obrigado a dividir sanduíches frios de Boston baked beans com o guitarrista Steve Ramsey. As políticas do Skyclad são geralmente de esquerda, com forte inclinação para a classe operária, embora a banda não seja inteiramente liberal: "Men of Straw" e "Catherine at the Wheel" entre outras mostram uma forte, atitude de tolerância zero com o abuso de crianças e "Ten Little Kingdoms" é antidevolução (concessão estatutária de poderes do governo central de um estado para os governos à nível nacional, regional ou local). Os escritos de Walkyier para a banda também mostram uma fascinação particular com mulheres sexualmente predatórias ("My Mother in Darkness", "Polkageist!", "Little Miss Take").
A banda é notável em colocar no título de suas canções um pouco de insinuação e jogo de palavras ("Womb of the Worm", "Vintage Whine"), embora isto tenha se tornado menos evidente nos álbuns mais tarde escritos por Ridley, que prefere um estilo ligeiramente mais direto. Trocadilhos e jogos de palavras, porém, se tornaram para muitos uma parte integrante da banda e não há nenhuma evidência que eles foram completamente excluídos.

## Música
Skyclad iniciou sua carreira em seu primeiro álbum tocando uma forma de thrash metal com algumas influências folclóricas, especialmente em algumas faixas. Entretanto superficialmente semelhante em muitas maneiras à combinações de projetos musicais anteriores de seus integrantes. Há muitos aspectos do trabalho instrumental e estilo de cantar mais naturalista de Martin Walkyier (ao invés dos sons anasalados que caracterizaram seu trabalho na banda Sabbat. A adição do violino e eventualmente teclado, possibilitou ao  Skyclad a colocar progressivamente mais a influência do folclórico em seus álbuns, com a outra maior modificação sendo a diminuição da influência do thrash metal e o surgimento de um estilo mais semelhante ao pré-NWOBHM hard rock e bandas de heavy metal tais como  Jethro Tull, Uriah Heep e Thin Lizzy. O estilo musical da banda tem começado a alternar mais nos recentes lançamentos: Outrageous Fourtunes e No Daylights... Nor Heeltaps ambos inteiramente acústicos, quase classificados como música folclórica britânica tradicional, ainda estão Folkémon e A Semblance of Normality mais afastados da influência do rock do que os álbuns que imediatamente os precederam.
Uma característica interessante de muitos álbuns do Skyclad são suas faixas curtas, que experimentam diferentes estilos musicais, ou diferentes instrumentos. Incluindo faixas com palavras faladas (como em 'Tunnel Visionaries', que parodia a famosa abertura de A Guerra dos Mundos) e faixas que utilizam instrumentos musicais como gaita-de-fole, trompete e um bodhran são normalmente encontrado dentro do repertório das bandas.

## Discografia

### Álbuns de estúdio
- The Wayward Sons of Mother Earth (1991)
- A Burnt Offering for the Bone Idol (1992)
- Jonah's Ark (1993)
- Prince of the Poverty Line (1994)
- The Silent Whales of Lunar Sea (1995)
- Irrational Anthems (1996)
- Oui Avant-Garde a Chance (1996)
- The Answer Machine? (1997)
- Vintage Whine (1999)
- Folkémon (2000)
- A Semblance of Normality (2004)
- In The... All Together (2009)
- Forward Into The Past (2017)

### Compilações
- Old Rope (1996)
- History Lessens (2001)
- No Daylights... Nor Heel Taps (2002)

### Ao vivo
- Another Fine Mess (2001)
- Live at the Dynamo (2002)

### EP
- "Tracks from the Wilderness" (1992)
- "Outrageous Fourtunes" (1998)
- "Classix Shape" (1999)

- "Jig-a-Jig" (2006)

### Singles
- "Thinking Allowed?" (1993)
- "Swords of a Thousand Men" ([2001)

## Integrantes
- Steve Ramsey (guitarra) desde 1990 (também nas bandas: Satan, Pariah, Blind Fury)
- Graeme "Bean" English (baixo) desde 1990 (também nas bandas: Satan, Pariah, Blind Fury)
- Georgina Biddle (violino) desde 1994
- Kevin Ridley (vocal desde 2001, guitarra desde 1998, produtor musical desde 1990)
- Arron Walton (bateria) desde 2001

Formação do Skyclad durante o Rockharz Open Air, em 2018
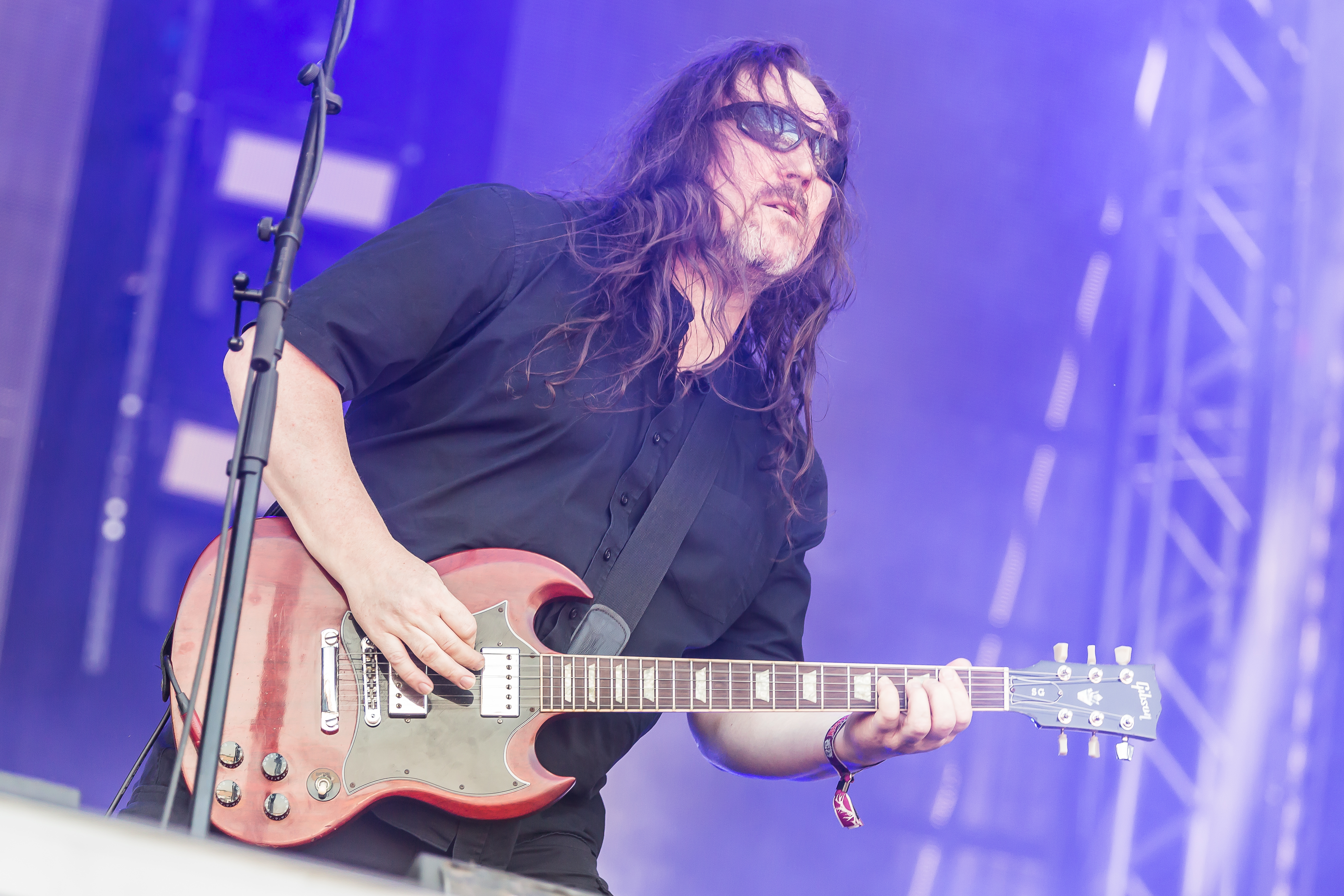
Steve Ramsey, o principal guitarrista
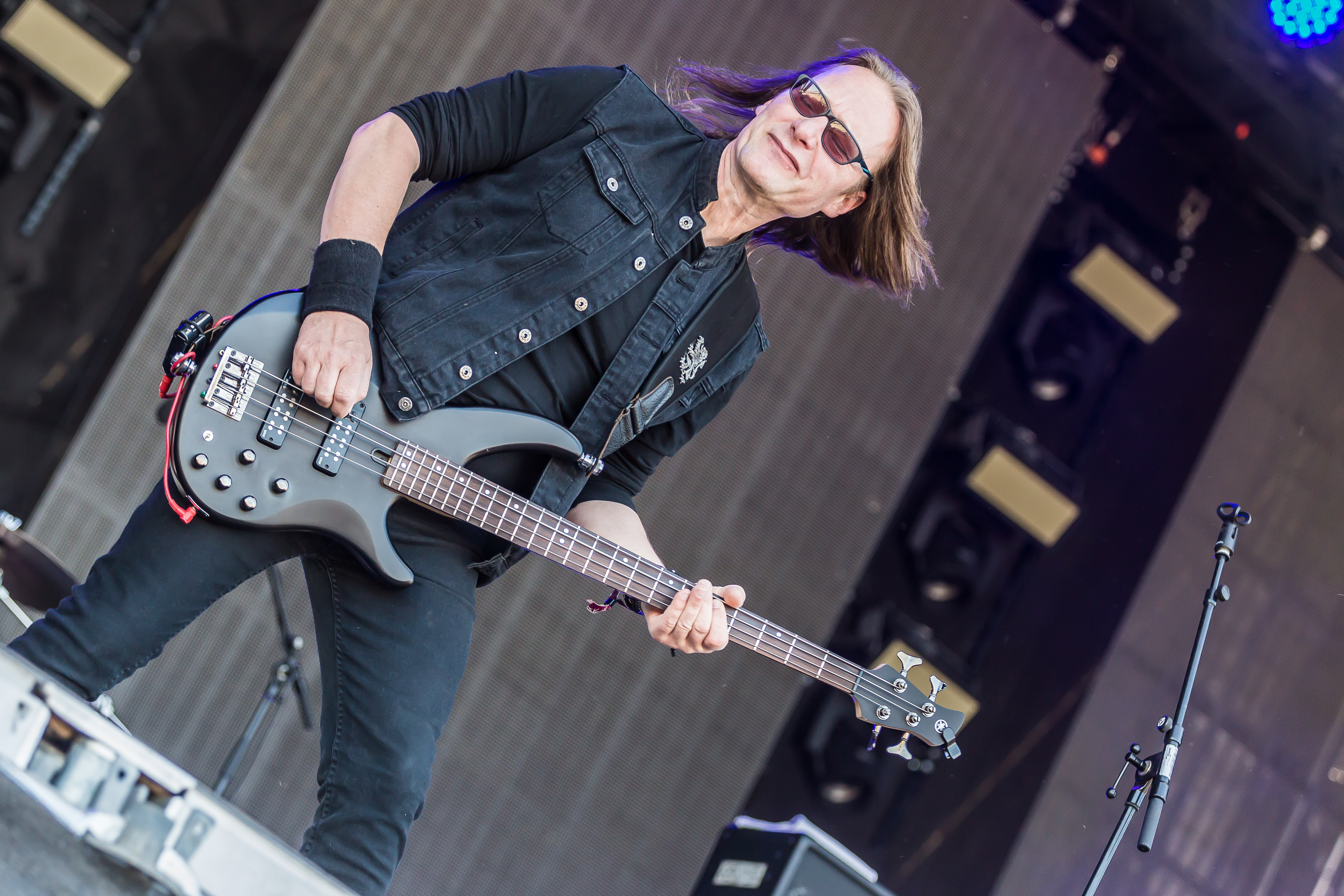
O baixista Graeme „Bean“ English
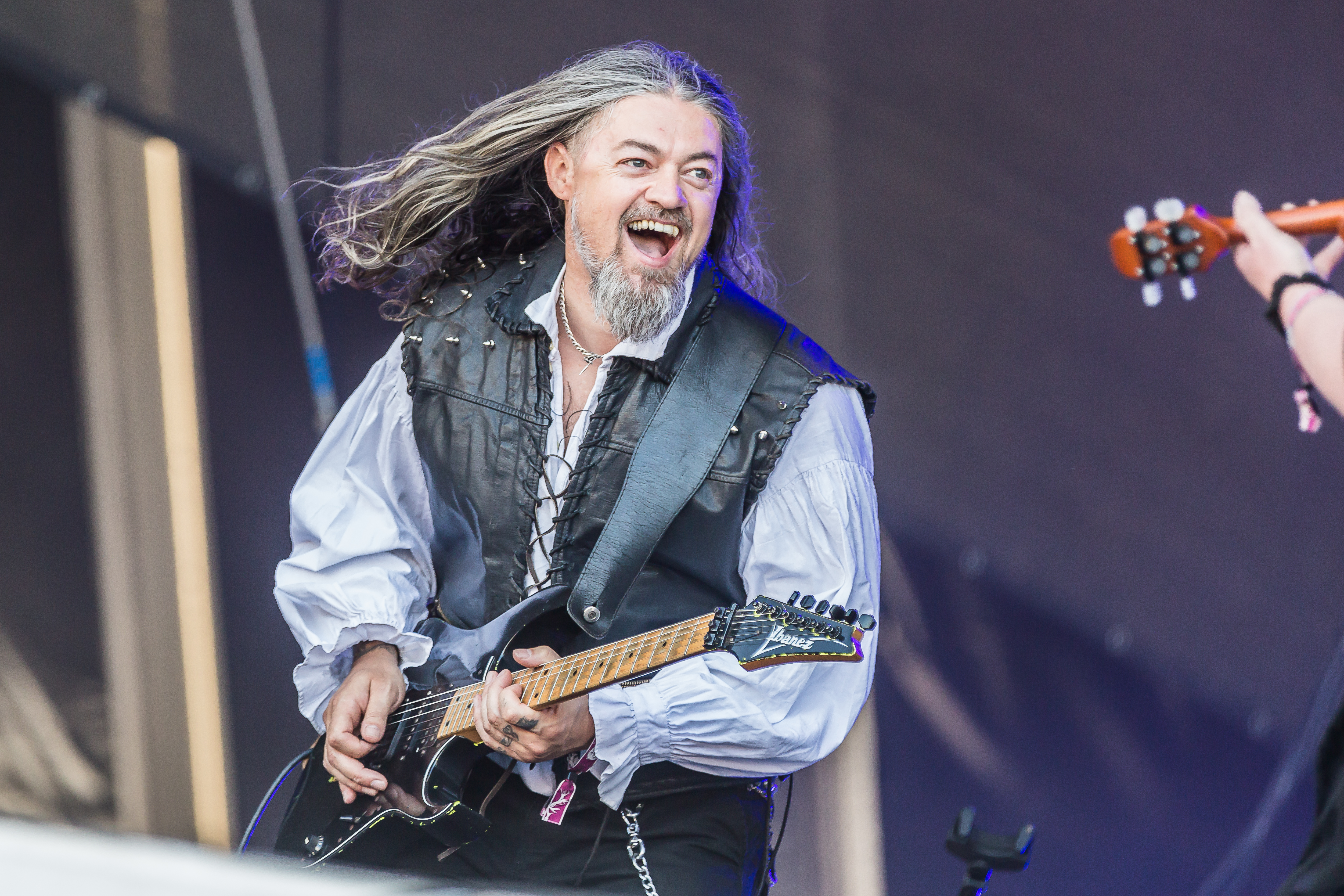
O guitarrista Dave Pugh
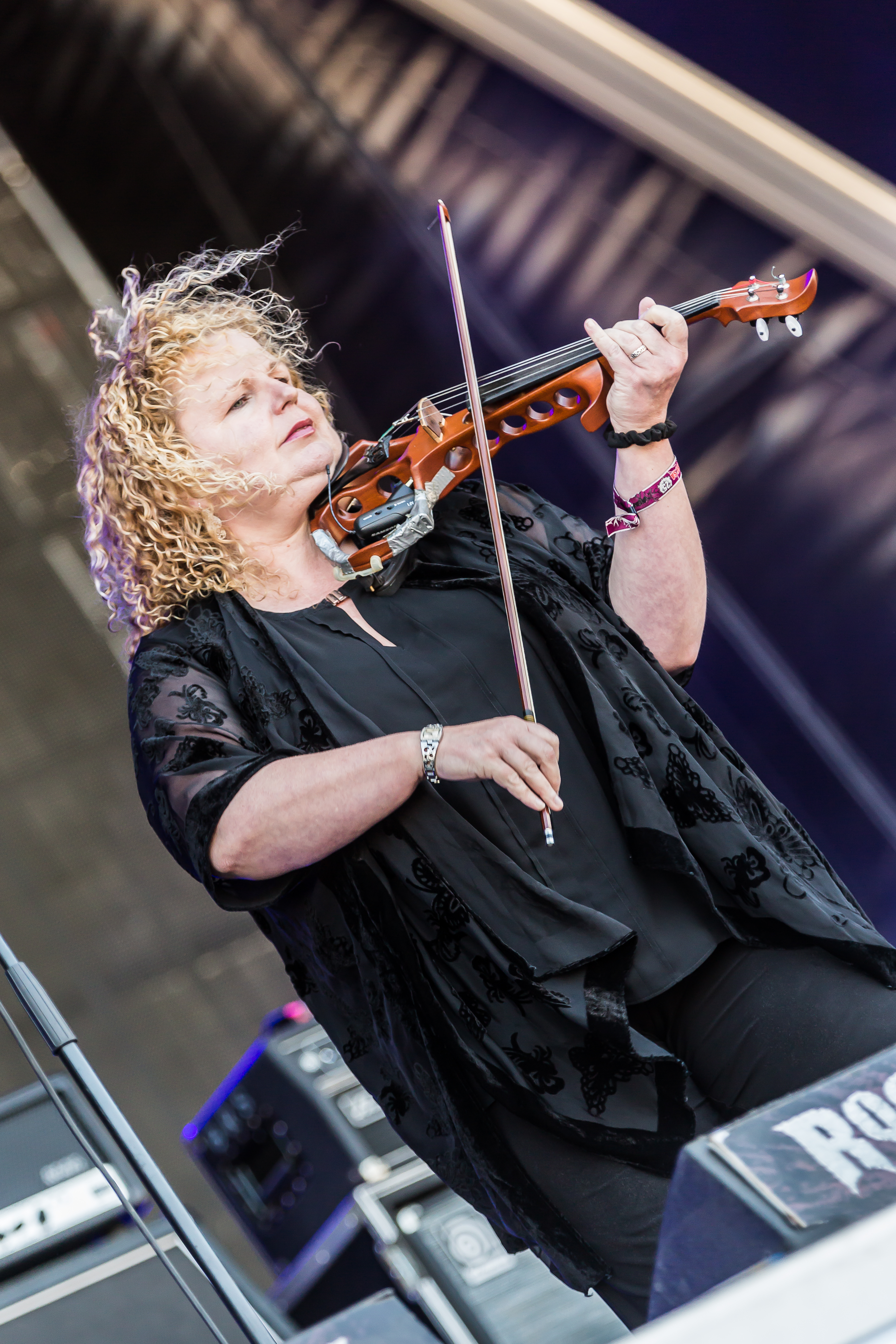
A violinista Georgina Biddle
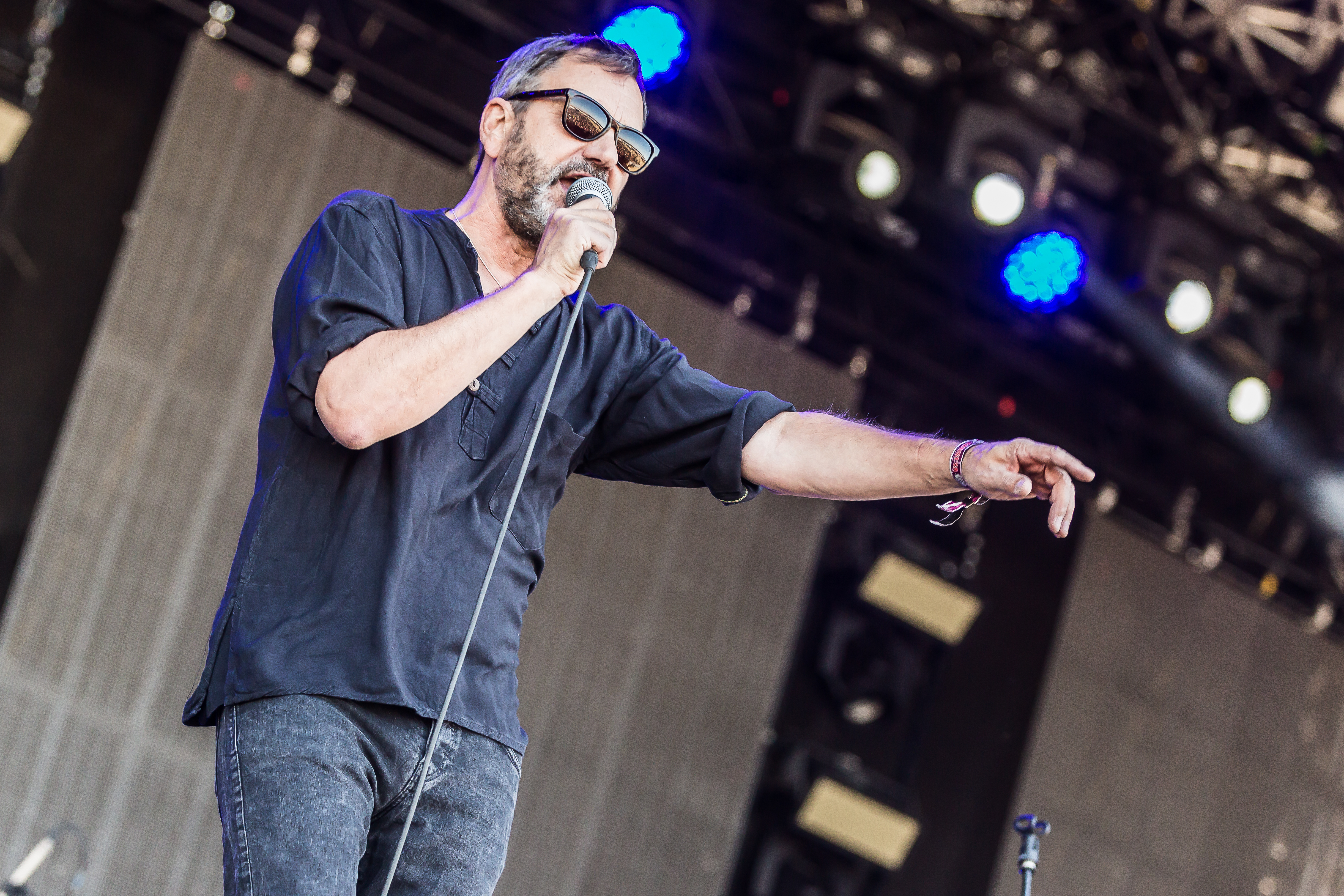
O vocalista Kevin Ridley
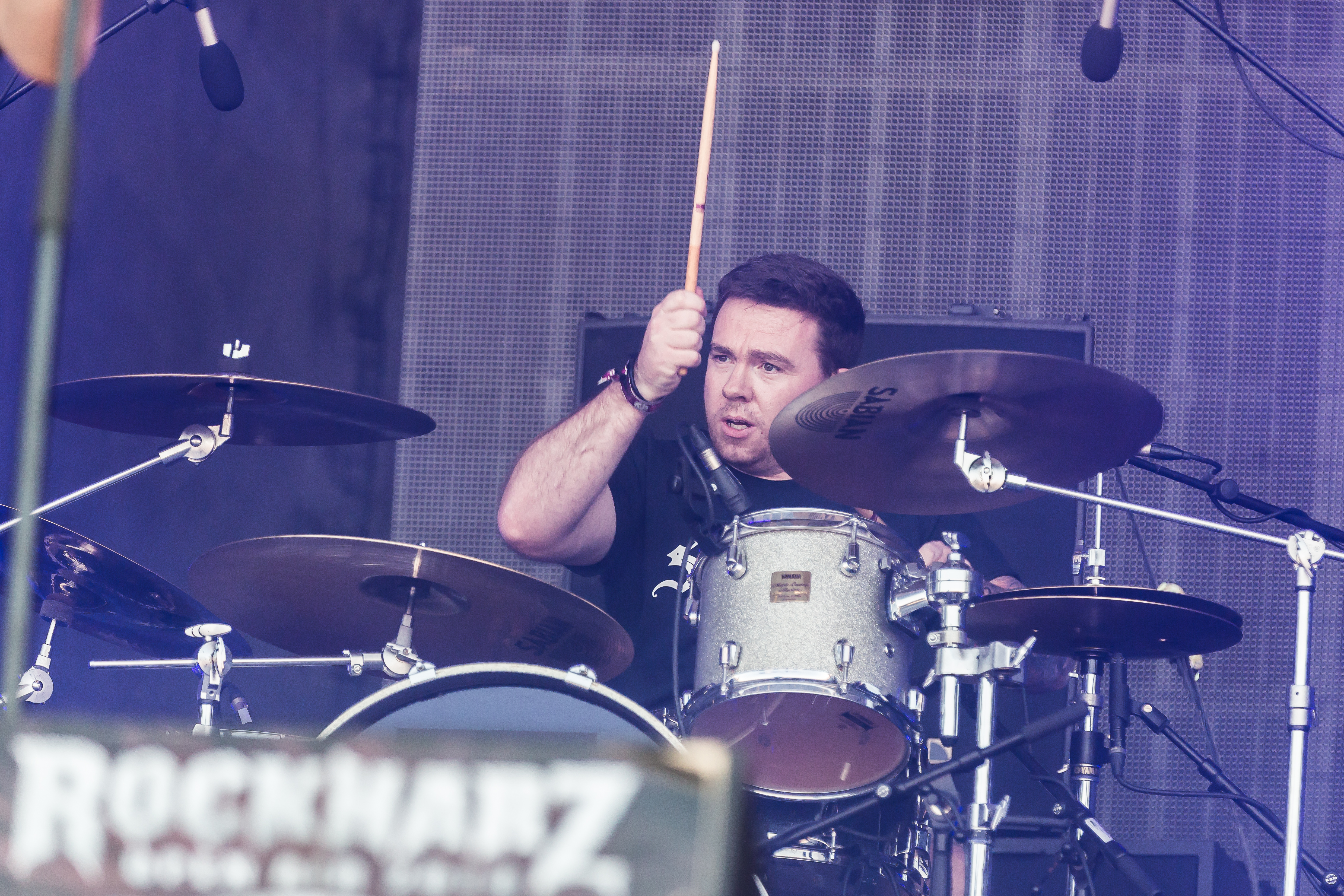
O baterista Arron Walton

### Ex-integrantes
- Jay Graham (bateria) 1998-2001
- Martin Walkyier (vocal, letrista) 1990-2000 (The Clan Destined, ex-Sabbat)
- Nick Acons (guitarra, violino) 1997
- John Leonard (flauta, bandolim, ...) 1997
- Mitch Oldham (bateria) 1997
- Dave Moore (guitarra) 1996 (ex-Velvet Viper)
- Paul A.T. Kinson (bateria) 1996
- Paul Smith (bateria) 1996
- Dave Ray (guitarra) 1995
- Jed Dawkins (bateria) 1995
- Keith Baxter (bateria) 1990-1995
- Dave Pugh (guitarra) 1991-1995
- Fritha Jenkins (violino) 1991-1993
- Cath Howell (violino) 1993-1994
- Danny Porter (guitarra) 1991